# NGC 5192
NGC 5192 ist eine 14,1 mag helle aktive Spiralgalaxie mit ausgedehnten Sternentstehungsgebieten vom Hubble-Typ Sa im Sternbild Jungfrau  nördlich der Ekliptik. Sie ist schätzungsweise 480 Millionen Lichtjahre von der Milchstraße entfernt und hat einen Durchmesser von etwa 85.000 Lj.
Im selben Himmelsareal befinden sich u. a. die Galaxien NGC 5183, NGC 5184, NGC 5196, NGC 5197.
Das Objekt wurde am 12. April 1864 von Albert Marth entdeckt.